# Championnat du Costa Rica de football 1968-1969
Navigation
Saison précédente Saison suivante
La Primera División 1968-1969 est la quarante-septième édition de la première division costaricienne.
Lors de ce tournoi, le Deportivo Saprissa a conservé son titre de champion du Costa Rica face aux neuf meilleurs clubs costariciens.
Chacun des dix clubs participant était confronté trois fois aux neuf autres équipes.
Seulement une place était qualificative pour la Coupe des champions de la CONCACAF.

## Les 10 clubs participants
| \| San José: Deportivo México Deportivo Saprissa LD Alajuelense CS Cartagines / CS Herediano Limon FC I 0San José Puntarenas FC AD Ramonense AD San Carlos CS Uruguay \| Localisation des clubs engagés dans le championnat. |
| San José: Deportivo México Deportivo Saprissa LD Alajuelense CS Cartagines / CS Herediano Limon FC I 0San José Puntarenas FC AD Ramonense AD San Carlos CS Uruguay                                                           |

| Club               | Stade                        | Capacité          | Ville          |
| LD Alajuelense     | Stade Alejandro Morera Soto  | 17 900            | Alajuela       |
| CS Cartagines      | Stade José Rafael Meza       | 13 500            | Cartago        |
| CS Herediano       | Stade Eladio Rosabal Cordero | 8 100             | Heredia        |
| Limon FC           | Stade Juan Gobán             | 3 000             | Puerto Limón   |
| Deportivo México   | Stade inconnu                | Capacité inconnue | Guadalupe      |
| Puntarenas FC      | Stade inconnu                | Capacité inconnue | Puntarenas     |
| AD Ramonense       | Stade Carlos Roldan          | 5 000             | San Ramón      |
| AD San Carlos      | Stade Carlos Ugalde Álvarez  | 5 600             | Ciudad Quesada |
| Deportivo Saprissa | Stade national du Costa Rica | 25 500            | San José       |
| CS Uruguay         | Stade Municipal el Labrador  | 2 500             | Coronado       |

## Compétition
Les dix équipes s'affrontent à trois reprises selon un calendrier tiré aléatoirement.
Le classement est établi sur l'ancien barème de points (victoire à 2 points, match nul à 1, défaite à 0).
Le départage final se fait selon les critères suivants :
- Le nombre de points.
- La différence de buts générale.
- La différence de buts particulière.
- Le nombre de buts marqué.

### Classement
| Rang | Équipe                 | Pts | J  | G  | N  | P  | Bp | Bc | Diff |
| ---- | ---------------------- | --- | -- | -- | -- | -- | -- | -- | ---- |
| 1    | Deportivo Saprissa (T) | 41  | 27 | 16 | 9  | 2  | 78 | 32 | +46  |
| 2    | LD Alajuelense         | 40  | 27 | 18 | 4  | 5  | 75 | 38 | +37  |
| 3    | CS Cartagines          | 39  | 27 | 16 | 7  | 4  | 59 | 28 | +31  |
| 4    | Puntarenas FC          | 31  | 27 | 10 | 11 | 6  | 48 | 38 | +10  |
| 5    | CS Herediano           | 24  | 27 | 9  | 6  | 12 | 49 | 58 | -9   |
| 6    | Deportivo México       | 23  | 27 | 8  | 7  | 12 | 39 | 45 | -6   |
| 7    | AD Ramonense           | 22  | 27 | 8  | 6  | 13 | 32 | 61 | -29  |
| 8    | CS Uruguay (P)         | 20  | 27 | 6  | 8  | 13 | 35 | 59 | -24  |
| 9    | Limon FC               | 15  | 27 | 5  | 5  | 17 | 34 | 59 | -25  |
| 10   | AD San Carlos          | 15  | 27 | 4  | 7  | 16 | 42 | 73 | -31  |

| Légende : Qualifications et relégations | Légende : Qualifications et relégations                             |
| --------------------------------------- | ------------------------------------------------------------------- |
|                                         | Coupe des champions de la CONCACAF 1970 (1er Tour de qualification) |
|                                         | Relégué en Segunda División                                         |
|                                         | (T) : Tenant du titre (P) : Promu de la saison 1967-1968            |

## Bilan du tournoi
| Tableau d'Honneur |                    |
| Compétition       | Vainqueur          |
| Primera División  | Deportivo Saprissa |

| Qualifications continentales 1969-1970 |                    |
| Coupe des champions de la CONCACAF     | Qualifiés          |
| Premier tour de qualification          | Deportivo Saprissa |

| Promotions et relégations   |                        |
| Relégué en Segunda División | Limon FC AD San Carlos |
| Promu de Segunda División   | Municipal Turrialba    |

## Statistiques

### Meilleur buteur
- Roy Sáenz (LD Alajuelense) 23 buts